# Biathlon-Weltcup 1994/95
Der Biathlon-Weltcup 1994/95 war eine Wettkampfserie im Biathlon, die aus jeweils 14 Einzel-, sechs Staffel- und zwei Teamrennen für Männer und Frauen bestand und an sieben Veranstaltungsorten ausgetragen wurde. Neben den sechs Weltcupveranstaltungen in Bad Gastein, Bad Gastein als Ersatzausrichter für Pokljuka, Oberhof, Ruhpolding, Lahti und Lillehammer fanden die Biathlon-Weltmeisterschaften im italienischen Antholz statt.
Den Gesamtweltcup bei den Männern gewann Jon Åge Tyldum vor Patrick Favre und Wilfried Pallhuber, bei den Frauen Anne Briand vor Swjatlana Paramyhina und Uschi Disl.

## Männer

### Resultate
| 1. Weltcup in Bad Gastein, 8. Dezember 1994 – 11. Dezember 1994 | 1. Weltcup in Bad Gastein, 8. Dezember 1994 – 11. Dezember 1994 | 1. Weltcup in Bad Gastein, 8. Dezember 1994 – 11. Dezember 1994          | 1. Weltcup in Bad Gastein, 8. Dezember 1994 – 11. Dezember 1994              | 1. Weltcup in Bad Gastein, 8. Dezember 1994 – 11. Dezember 1994       |
| --------------------------------------------------------------- | --------------------------------------------------------------- | ------------------------------------------------------------------------ | ---------------------------------------------------------------------------- | --------------------------------------------------------------------- |
| Datum                                                           | Disziplin                                                       | Erster Platz                                                             | Zweiter Platz                                                                | Dritter Platz                                                         |
| 8. Dezember 1994 (Do.)                                          | Einzel (20 km)                                                  | Wladimir Dratschow                                                       | Tomasz Sikora                                                                | Dmitri Pantow                                                         |
| 10. Dezember 1994 (Sa.)                                         | Sprint (10 km)                                                  | Jon Åge Tyldum                                                           | Ole Einar Bjørndalen                                                         | Alexei Kobelew                                                        |
| 11. Dezember 1994 (So.)                                         | Staffel (4 × 7,5 km)                                            | Russland Wiktor Maigurow Wladimir Dratschow Eduard Rjabow Alexei Kobelew | Italien René Cattarinussi Andreas Zingerle Pieralberto Carrara Patrick Favre | Norwegen Frode Andresen Halvard Hanevold Ivar Ulekleiv Jon Åge Tyldum |

| 2. Weltcup in Bad Gastein, 15. Dezember 1994 – 18. Dezember 1994 | 2. Weltcup in Bad Gastein, 15. Dezember 1994 – 18. Dezember 1994 | 2. Weltcup in Bad Gastein, 15. Dezember 1994 – 18. Dezember 1994           | 2. Weltcup in Bad Gastein, 15. Dezember 1994 – 18. Dezember 1994               | 2. Weltcup in Bad Gastein, 15. Dezember 1994 – 18. Dezember 1994 |
| ---------------------------------------------------------------- | ---------------------------------------------------------------- | -------------------------------------------------------------------------- | ------------------------------------------------------------------------------ | ---------------------------------------------------------------- |
| Datum                                                            | Disziplin                                                        | Erster Platz                                                               | Zweiter Platz                                                                  | Dritter Platz                                                    |
| 15. Dezember 1994 (Do.)                                          | Einzel (20 km)                                                   | Patrick Favre                                                              | Wadsim Saschuryn                                                               | Jaakko Niemi                                                     |
| 16. Dezember 1994 (Sa.)                                          | Sprint (10 km)                                                   | Sylfest Glimsdal                                                           | Aleh Ryschankou                                                                | Frank Luck                                                       |
| 18. Dezember 1994 (So.)                                          | Staffel (4 × 7,5 km)                                             | Russland Pawel Muslimow Wladimir Dratschow Waleri Kirijenko Alexei Kobelew | Norwegen Ole Einar Bjørndalen Halvard Hanevold Sylfest Glimsdal Jon Åge Tyldum | Deutschland Ricco Groß Peter Sendel Frank Luck Sven Fischer      |

| 3. Weltcup in Oberhof, 19. Januar 1995 – 22. Januar 1995 | 3. Weltcup in Oberhof, 19. Januar 1995 – 22. Januar 1995 | 3. Weltcup in Oberhof, 19. Januar 1995 – 22. Januar 1995      | 3. Weltcup in Oberhof, 19. Januar 1995 – 22. Januar 1995                             | 3. Weltcup in Oberhof, 19. Januar 1995 – 22. Januar 1995            |
| -------------------------------------------------------- | -------------------------------------------------------- | ------------------------------------------------------------- | ------------------------------------------------------------------------------------ | ------------------------------------------------------------------- |
| Datum                                                    | Disziplin                                                | Erster Platz                                                  | Zweiter Platz                                                                        | Dritter Platz                                                       |
| 19. Januar 1995 (Do.)                                    | Einzel (20 km)                                           | Wilfried Pallhuber                                            | Patrice Bailly-Salins                                                                | Eduard Rjabow                                                       |
| 21. Januar 1995 (Sa.)                                    | Sprint (10 km)                                           | Alexei Kobelew                                                | Ricco Groß                                                                           | Ole Einar Bjørndalen                                                |
| 22. Januar 1995 (So.)                                    | Team (20 km)                                             | DeutschlandRicco Groß Carsten Heymann Frank Luck Sven Fischer | ÖsterreichWolfgang Perner Anton Lengauer-Stockner Ludwig Gredler Hannes Obererlacher | SchwedenPer Brandt Anders Mannelqvist Fredrik Kuoppa Jonas Eriksson |

| 4. Weltcup in Ruhpolding, 26. Januar 1995 – 29. Januar 1995 | 4. Weltcup in Ruhpolding, 26. Januar 1995 – 29. Januar 1995 | 4. Weltcup in Ruhpolding, 26. Januar 1995 – 29. Januar 1995 | 4. Weltcup in Ruhpolding, 26. Januar 1995 – 29. Januar 1995                    | 4. Weltcup in Ruhpolding, 26. Januar 1995 – 29. Januar 1995                   |
| ----------------------------------------------------------- | ----------------------------------------------------------- | ----------------------------------------------------------- | ------------------------------------------------------------------------------ | ----------------------------------------------------------------------------- |
| Datum                                                       | Disziplin                                                   | Erster Platz                                                | Zweiter Platz                                                                  | Dritter Platz                                                                 |
| 26. Januar 1995 (Do.)                                       | Einzel (20 km)                                              | Patrice Bailly-Salins                                       | Fredrik Kuoppa                                                                 | Ricco Groß                                                                    |
| 28. Januar 1995 (Sa.)                                       | Sprint (10 km)                                              | Aleh Ryschankou                                             | Ludwig Gredler                                                                 | Patrick Favre                                                                 |
| 29. Januar 1995 (So.)                                       | Staffel (4 × 7,5 km)                                        | DeutschlandRicco Groß Peter Sendel Frank Luck Sven Fischer  | Italien René Cattarinussi Wilfried Pallhuber Patrick Favre Pieralberto Carrara | Österreich Hannes Obererlacher Wolfgang Perner Reinhard Neuner Ludwig Gredler |

| Biathlon-Weltmeisterschaften in Antholz, 14. Februar 1995 – 19. Februar 1995 | Biathlon-Weltmeisterschaften in Antholz, 14. Februar 1995 – 19. Februar 1995 | Biathlon-Weltmeisterschaften in Antholz, 14. Februar 1995 – 19. Februar 1995 | Biathlon-Weltmeisterschaften in Antholz, 14. Februar 1995 – 19. Februar 1995  | Biathlon-Weltmeisterschaften in Antholz, 14. Februar 1995 – 19. Februar 1995 |
| ---------------------------------------------------------------------------- | ---------------------------------------------------------------------------- | ---------------------------------------------------------------------------- | ----------------------------------------------------------------------------- | ---------------------------------------------------------------------------- |
| Datum                                                                        | Disziplin                                                                    | Erster Platz                                                                 | Zweiter Platz                                                                 | Dritter Platz                                                                |
| 14. Februar 1995 (Di.)                                                       | Team (20 km)                                                                 | NorwegenFrode Andresen Dag Bjørndalen Halvard Hanevold Jon Åge Tyldum        | TschechienPetr Garabík Roman Dostál Jiří Holubec Ivan Masařík                 | FrankreichThierry Dusserre Franck Perrot Lionel Laurent Stéphane Bouthiaux   |
| 16. Februar 1995 (Do.)                                                       | Einzel (20 km)                                                               | Tomasz Sikora                                                                | Jon Åge Tyldum                                                                | Aleh Ryschankou                                                              |
| 18. Februar 1995 (Sa.)                                                       | Sprint (10 km)                                                               | Patrice Bailly-Salins                                                        | Pawel Muslimow                                                                | Ricco Groß                                                                   |
| 19. Februar 1995 (So.)                                                       | Staffel (4 × 7,5 km)                                                         | DeutschlandRicco Groß Mark Kirchner Frank Luck Sven Fischer                  | FrankreichLionel Laurent Patrice Bailly-Salins Thierry Dusserre Hervé Flandin | BelarusIgor Chochrjakow Aljaksandr Papou Aleh Ryschankou Wadsim Saschuryn    |

| 5. Weltcup in Lahti, 9. März 1995 – 12. März 1995 | 5. Weltcup in Lahti, 9. März 1995 – 12. März 1995 | 5. Weltcup in Lahti, 9. März 1995 – 12. März 1995                       | 5. Weltcup in Lahti, 9. März 1995 – 12. März 1995                            | 5. Weltcup in Lahti, 9. März 1995 – 12. März 1995                    |
| ------------------------------------------------- | ------------------------------------------------- | ----------------------------------------------------------------------- | ---------------------------------------------------------------------------- | -------------------------------------------------------------------- |
| Datum                                             | Disziplin                                         | Erster Platz                                                            | Zweiter Platz                                                                | Dritter Platz                                                        |
| 9. März 1995 (Do.)                                | Einzel (20 km)                                    | Ludwig Gredler                                                          | Hervé Flandin                                                                | Wilfried Pallhuber                                                   |
| 11. März 1995 (Sa.)                               | Sprint (10 km)                                    | Aleh Ryschankou                                                         | Sven Fischer                                                                 | Matjaž Poklukar                                                      |
| 12. März 1995 (So.)                               | Staffel (4 × 7,5 km)                              | RusslandWiktor Maigurow Wladimir Dratschow Eduard Rjabow Alexei Kobelew | FrankreichFranck Perrot Patrice Bailly-Salins Thierry Dusserre Hervé Flandin | FinnlandVesa Hietalahti Ville Räikkönen Harri Eloranta Erkki Latvala |

| 6. Weltcup in Lillehammer, 16. März 1995 – 19. März 1995 | 6. Weltcup in Lillehammer, 16. März 1995 – 19. März 1995 | 6. Weltcup in Lillehammer, 16. März 1995 – 19. März 1995                     | 6. Weltcup in Lillehammer, 16. März 1995 – 19. März 1995                      | 6. Weltcup in Lillehammer, 16. März 1995 – 19. März 1995            |
| -------------------------------------------------------- | -------------------------------------------------------- | ---------------------------------------------------------------------------- | ----------------------------------------------------------------------------- | ------------------------------------------------------------------- |
| Datum                                                    | Disziplin                                                | Erster Platz                                                                 | Zweiter Platz                                                                 | Dritter Platz                                                       |
| 16. März 1995 (Do.)                                      | Einzel (20 km)                                           | Vesa Hietalahti                                                              | Ludwig Gredler                                                                | Peter Sendel                                                        |
| 18. März 1995 (Sa.)                                      | Sprint (10 km)                                           | Wiktor Maigurow                                                              | Johann Passler                                                                | Ole Einar Bjørndalen                                                |
| 19. März 1995 (So.)                                      | Staffel (4 × 7,5 km)                                     | NorwegenOle Einar Bjørndalen Jon Åge Tyldum Frode Andresen Kjell Ove Oftedal | FrankreichRaphaël Poirée Patrice Bailly-Salins Thierry Dusserre Hervé Flandin | DeutschlandPeter Sendel Jens Steinigen Carsten Heymann Sven Fischer |

### Weltcupstände
| Endstand nach 14 Rennen (Top 10) |                       |        |       |
| \| Rang \| Name \| Punkte \| Siege \| \| ---- \| --------------------- \| ------ \| ----- \| \| 01 \| Jon Åge Tyldum \| 195 \| 1 \| \| 02 \| Patrick Favre \| 193 \| 1 \| \| 03 \| Wilfried Pallhuber \| 178 \| 1 \| \| 04 \| Ole Einar Bjørndalen \| 178 \| 0 \| \| 05 \| Aleh Ryschankou \| 169 \| 2 \| \| 06 \| Eduard Rjabow \| 148 \| 0 \| \| 07 \| Patrice Bailly-Salins \| 142 \| 2 \| \| 08 \| Ricco Groß \| 130 \| 0 \| \| 09 \| Wladimir Dratschow \| 129 \| 1 \| \| 10 \| Frank Luck \| 129 \| 0 \| |                       |        |       |
| Rang | Name                  | Punkte | Siege |
| 01 | Jon Åge Tyldum        | 195    | 1     |
| 02 | Patrick Favre         | 193    | 1     |
| 03 | Wilfried Pallhuber    | 178    | 1     |
| 04 | Ole Einar Bjørndalen  | 178    | 0     |
| 05 | Aleh Ryschankou       | 169    | 2     |
| 06 | Eduard Rjabow         | 148    | 0     |
| 07 | Patrice Bailly-Salins | 142    | 2     |
| 08 | Ricco Groß            | 130    | 0     |
| 09 | Wladimir Dratschow    | 129    | 1     |
| 10 | Frank Luck            | 129    | 0     |

| Rang | Name                  | Punkte | Siege |
| ---- | --------------------- | ------ | ----- |
| 01   | Patrick Favre         | 105    | 1     |
| 02   | Wilfried Pallhuber    | 103    | 1     |
| 03   | Jon Åge Tyldum        | 100    | 0     |
| 04   | Tomasz Sikora         | 99     | 1     |
| 05   | Eduard Rjabow         | 85     | 0     |
| 06   | Patrice Bailly-Salins | 77     | 1     |
| 07   | Ludwig Gredler        | 69     | 1     |
| 08   | Wladimir Dratschow    | 64     | 1     |
| 09   | Vesa Hietalahti       | 63     | 1     |
| 10   | Aleh Ryschankou       | 63     | 0     |

| Rang | Name                 | Punkte | Siege |
| ---- | -------------------- | ------ | ----- |
| 01   | Ole Einar Bjørndalen | 115    | 0     |
| 02   | Aleh Ryschankou      | 105    | 2     |
| 03   | Pawel Muslimow       | 96     | 0     |
| 04   | Jon Åge Tyldum       | 95     | 1     |
| 05   | Patrick Favre        | 88     | 0     |
| 06   | Alexei Kobelew       | 87     | 1     |
| 07   | Pieralberto Carrara  | 87     | 0     |
| 08   | Frank Luck           | 81     | 0     |
| 09   | Wilfried Pallhuber   | 75     | 0     |
| 10   | Ricco Groß           | 74     | 0     |

| Rang | Land        | Punkte | Siege |
| ---- | ----------- | ------ | ----- |
| 01   | Russland    | 112    | 3     |
| 02   | Deutschland | 108    | 2     |
| 03   | Norwegen    | 101    | 1     |
| 04   | Frankreich  | 99     | 0     |
| 05   | Italien     | 95     | 0     |
| 06   | Belarus     | 82     | 0     |
| 07   | Schweden    | 82     | 0     |
| 08   | Österreich  | 81     | 0     |
| 09   | Finnland    | 81     | 0     |
| 10   | Polen       | 75     | 0     |

| Endstand nach 20 Rennen (Top 10) |             |        |       |
| \| Rang \| Land \| Punkte \| Siege \| \| ---- \| ----------- \| ------ \| ----- \| \| 01 \| Italien \| 3737 \| 2 \| \| 02 \| Deutschland \| 3713 \| 2 \| \| 03 \| Russland \| 3589 \| 6 \| \| 04 \| Norwegen \| 3508 \| 3 \| \| 05 \| Frankreich \| 3469 \| 2 \| \| 06 \| Belarus \| \| 2 \| \| 07 \| \| \| \| \| 08 \| \| \| \| \| 09 \| \| \| \| \| 10 \| \| \| \| |             |        |       |
| Rang | Land        | Punkte | Siege |
| 01 | Italien     | 3737   | 2     |
| 02 | Deutschland | 3713   | 2     |
| 03 | Russland    | 3589   | 6     |
| 04 | Norwegen    | 3508   | 3     |
| 05 | Frankreich  | 3469   | 2     |
| 06 | Belarus     |        | 2     |
| 07 |             |        |       |
| 08 |             |        |       |
| 09 |             |        |       |
| 10 |             |        |       |

### Tabelle
| Rang | Name                  | Punkte |
| ---- | --------------------- | ------ |
| 01   | Jon Åge Tyldum        | 195    |
| 02   | Patrick Favre         | 193    |
| 03   | Wilfried Pallhuber    | 178    |
| 04   | Ole Einar Bjørndalen  | 178    |
| 05   | Aleh Ryschankou       | 169    |
| 06   | Eduard Rjabow         | 148    |
| 07   | Patrice Bailly-Salins | 142    |
| 08   | Ricco Groß            | 130    |
| 09   | Wladimir Dratschow    | 129    |
| 10   | Frank Luck            | 129    |
| 11   | Pieralberto Carrara   | 127    |
| 12   | Ludwig Gredler        | 123    |
| 13   | Pawel Muslimow        | 120    |
| 14   | Mark Kirchner         | 114    |
| 15   | Hervé Flandin         | 113    |
| 16   | Tomasz Sikora         | 109    |
| 17   | Jens Steinigen        | 98     |
| 18   | Sven Fischer          | 95     |
| 19   | Wadsim Saschuryn      | 92     |
| 20   | Alexei Kobelew        | 90     |
| 21   | Peter Sendel          | 90     |
| 22   | Ville Räikkönen       | 90     |
| 23   | Wiktor Maigurow       | 84     |
| 24   | Aljaksandr Papou      | 84     |
| 25   | Hubert Leitgeb        | 83     |
| 26   | Andreas Zingerle      | 81     |
| 27   | Vesa Hietalahti       | 72     |
| 28   | Sylfest Glimsdal      | 68     |
| 29   | Johann Passler        | 66     |
| 30   | René Cattarinussi     | 62     |

| Rang | Name                | Punkte |
| ---- | ------------------- | ------ |
| 31   | Franck Perrot       | 56     |
| 32   | Carsten Heymann     | 55     |
| 33   | Fredrik Kuoppa      | 53     |
| 34   | Reinhard Neuner     | 46     |
| 35   | Aljaxej Ajdarau     | 46     |
| 36   | Janez Ožbolt        | 44     |
| 37   | Matjaž Poklukar     | 43     |
| 38   | Kjell Ove Oftedal   | 42     |
| 39   | Lionel Laurent      | 42     |
| 40   | Jože Poklukar       | 42     |
| 41   | Jaakko Niemi        | 39     |
| 42   | Frode Andresen      | 38     |
| 43   | Dmitri Pantow       | 37     |
| 44   | Thierry Dusserre    | 36     |
| 45   | Igor Chochrjakow    | 35     |
| 46   | Bostjan Lekan       | 33     |
| 47   | Ivan Masařík        | 31     |
| 48   | Jean-Marc Chabloz   | 31     |
| 49   | Jiří Holubec        | 27     |
| 50   | Hannes Obererlacher | 27     |
| 51   | Ilmārs Bricis       | 27     |
| 52   | Roman Swonkow       | 24     |
| 53   | Halvard Hanevold    | 22     |
| 54   | Jauhen Redskin      | 22     |
| 55   | Tomaž Globočnik     | 21     |
| 56   | Wolfgang Perner     | 20     |
| 57   | Kalju Ojaste        | 17     |
| 58   | Roman Dostál        | 17     |
| 59   | Jēkabs Nākums       | 16     |
| 60   | Petr Garabík        | 15     |

| Rang | Name                    | Punkte |
| ---- | ----------------------- | ------ |
| 61   | Waleri Kirijenko        | 15     |
| 62   | Ivar Ulekleiv           | 15     |
| 63   | Michail Suschinzew      | 15     |
| 64   | Harri Eloranta          | 14     |
| 65   | Pawel Wawilow           | 12     |
| 66   | Tor Espen Kristiansen   | 11     |
| 67   | Anton Lengauer-Stockner | 11     |
| 68   | Taras Dolnyj            | 10     |
| 69   | Stéphane Bouthiaux      | 9      |
| 70   | Walentyn Dschyma        | 8      |
| 71   | Alfred Eder             | 8      |
| 72   | Wiesław Ziemianin       | 8      |
| 73   | Oleksandr Lyssenko      | 7      |
| 74   | Pjotr Iwaschka          | 7      |
| 75   | Jonas Eriksson          | 7      |
| 76   | Tomaž Žemva             | 7      |
| 77   | Mikael Löfgren          | 4      |
| 78   | Krassimir Widenow       | 4      |
| 79   | Helmuth Messner         | 2      |
| 80   | Kazumasa Takeda         | 2      |
| 81   | Steve Cyr               | 1      |
| 82   | Oļegs Maļuhins          | 1      |
| 83   | Waleri Iwanow           | 1      |

## Frauen

### Resultate
| 1. Weltcup in Bad Gastein, 8. Dezember 1994 – 11. Dezember 1994 | 1. Weltcup in Bad Gastein, 8. Dezember 1994 – 11. Dezember 1994 | 1. Weltcup in Bad Gastein, 8. Dezember 1994 – 11. Dezember 1994           | 1. Weltcup in Bad Gastein, 8. Dezember 1994 – 11. Dezember 1994        | 1. Weltcup in Bad Gastein, 8. Dezember 1994 – 11. Dezember 1994           |
| --------------------------------------------------------------- | --------------------------------------------------------------- | ------------------------------------------------------------------------- | ---------------------------------------------------------------------- | ------------------------------------------------------------------------- |
| Datum                                                           | Disziplin                                                       | Erster Platz                                                              | Zweiter Platz                                                          | Dritter Platz                                                             |
| 8. Dezember 1994 (Do.)                                          | Einzel (15 km)                                                  | Anne Briand                                                               | Simone Greiner-Petter-Memm                                             | Swjatlana Paramyhina                                                      |
| 10. Dezember 1994 (Sa.)                                         | Sprint (7,5 km)                                                 | Hildegunn Fossen                                                          | Elin Kristiansen                                                       | Irina Mileschina                                                          |
| 11. Dezember 1994 (So.)                                         | Staffel (4 × 7,5 km)                                            | FrankreichCorinne Niogret Véronique Claudel Emmanuelle Claret Anne Briand | NorwegenElin Kristiansen Åse Idland Annette Sikveland Hildegunn Fossen | DeutschlandUschi Disl Antje Harvey Simone Greiner-Petter-Memm Petra Behle |

| 2. Weltcup in Bad Gastein, 15. Dezember 1994 – 18. Dezember 1994 | 2. Weltcup in Bad Gastein, 15. Dezember 1994 – 18. Dezember 1994 | 2. Weltcup in Bad Gastein, 15. Dezember 1994 – 18. Dezember 1994       | 2. Weltcup in Bad Gastein, 15. Dezember 1994 – 18. Dezember 1994          | 2. Weltcup in Bad Gastein, 15. Dezember 1994 – 18. Dezember 1994          |
| ---------------------------------------------------------------- | ---------------------------------------------------------------- | ---------------------------------------------------------------------- | ------------------------------------------------------------------------- | ------------------------------------------------------------------------- |
| Datum                                                            | Disziplin                                                        | Erster Platz                                                           | Zweiter Platz                                                             | Dritter Platz                                                             |
| 15. Dezember 1994 (Do.)                                          | Einzel (15 km)                                                   | Petra Behle                                                            | Anne Briand                                                               | Walentyna Zerbe-Nessina                                                   |
| 16. Dezember 1994 (Sa.)                                          | Sprint (7,5 km)                                                  | Simone Greiner-Petter-Memm                                             | Antje Harvey                                                              | Uschi Disl                                                                |
| 18. Dezember 1994 (So.)                                          | Staffel (4 × 7,5 km)                                             | NorwegenÅse Idland Annette Sikveland Hildegunn Fossen Elin Kristiansen | DeutschlandAntje Harvey Uschi Disl Simone Greiner-Petter-Memm Petra Behle | FrankreichCorinne Niogret Véronique Claudel Emmanuelle Claret Anne Briand |

| 3. Weltcup in Oberhof, 19. Januar 1995 – 22. Januar 1995 | 3. Weltcup in Oberhof, 19. Januar 1995 – 22. Januar 1995 | 3. Weltcup in Oberhof, 19. Januar 1995 – 22. Januar 1995                 | 3. Weltcup in Oberhof, 19. Januar 1995 – 22. Januar 1995                        | 3. Weltcup in Oberhof, 19. Januar 1995 – 22. Januar 1995         |
| -------------------------------------------------------- | -------------------------------------------------------- | ------------------------------------------------------------------------ | ------------------------------------------------------------------------------- | ---------------------------------------------------------------- |
| Datum                                                    | Disziplin                                                | Erster Platz                                                             | Zweiter Platz                                                                   | Dritter Platz                                                    |
| 19. Januar 1995 (Do.)                                    | Einzel (15 km)                                           | Uschi Disl                                                               | Simone Greiner-Petter-Memm                                                      | Iwa Karagjosowa                                                  |
| 21. Januar 1995 (Sa.)                                    | Sprint (7,5 km)                                          | Anne Briand                                                              | Nadeschda Talanowa                                                              | Mari Lampinen                                                    |
| 22. Januar 1995 (So.)                                    | Team (15 km)                                             | FrankreichFlorence Baverel Emmanuelle Claret Corinne Niogret Anne Briand | UkraineOlena Petrowa Nadija Bjelowa Walentyna Zerbe-Nessina Tetjana Wodopjanowa | TschechienRenata Novotná Jiřina Rázlová Petra Nosková Eva Háková |

| 4. Weltcup in Ruhpolding, 26. Januar 1995 – 29. Januar 1995 | 4. Weltcup in Ruhpolding, 26. Januar 1995 – 29. Januar 1995 | 4. Weltcup in Ruhpolding, 26. Januar 1995 – 29. Januar 1995               | 4. Weltcup in Ruhpolding, 26. Januar 1995 – 29. Januar 1995                               | 4. Weltcup in Ruhpolding, 26. Januar 1995 – 29. Januar 1995              |
| ----------------------------------------------------------- | ----------------------------------------------------------- | ------------------------------------------------------------------------- | ----------------------------------------------------------------------------------------- | ------------------------------------------------------------------------ |
| Datum                                                       | Disziplin                                                   | Erster Platz                                                              | Zweiter Platz                                                                             | Dritter Platz                                                            |
| 26. Januar 1995 (Do.)                                       | Einzel (15 km)                                              | Swjatlana Paramyhina                                                      | Florence Baverel                                                                          | Nathalie Santer                                                          |
| 28. Januar 1995 (Sa.)                                       | Sprint (7,5 km)                                             | Magdalena Wallin                                                          | Florence Baverel                                                                          | Nadeschda Talanowa                                                       |
| 29. Januar 1995 (So.)                                       | Staffel (4 × 7,5 km)                                        | DeutschlandUschi Disl Antje Harvey Simone Greiner-Petter-Memm Petra Behle | RusslandNadeschda Talanowa Swetlana Dawydowa-Petschorskaja Galina Kuklewa Anfissa Reszowa | FrankreichCorinne Niogret Emmanuelle Claret Florence Baverel Anne Briand |

| Biathlon-Weltmeisterschaften in Antholz, 14. Februar 1995 – 19. Februar 1995 | Biathlon-Weltmeisterschaften in Antholz, 14. Februar 1995 – 19. Februar 1995 | Biathlon-Weltmeisterschaften in Antholz, 14. Februar 1995 – 19. Februar 1995          | Biathlon-Weltmeisterschaften in Antholz, 14. Februar 1995 – 19. Februar 1995 | Biathlon-Weltmeisterschaften in Antholz, 14. Februar 1995 – 19. Februar 1995          |
| ---------------------------------------------------------------------------- | ---------------------------------------------------------------------------- | ------------------------------------------------------------------------------------- | ---------------------------------------------------------------------------- | ------------------------------------------------------------------------------------- |
| Datum                                                                        | Disziplin                                                                    | Erster Platz                                                                          | Zweiter Platz                                                                | Dritter Platz                                                                         |
| 14. Februar 1995 (Di.)                                                       | Team (15 km)                                                                 | NorwegenElin Kristiansen Annette Sikveland Gunn Margit Andreassen Ann-Elen Skjelbreid | DeutschlandKathi Schwaab Simone Greiner-Petter-Memm Uschi Disl Petra Behle   | FrankreichEmmanuelle Claret Véronique Claudel Anne Briand Corinne Niogret             |
| 16. Februar 1995 (Do.)                                                       | Einzel (15 km)                                                               | Corinne Niogret                                                                       | Uschi Disl                                                                   | Ekaterina Dafowska                                                                    |
| 18. Februar 1995 (Sa.)                                                       | Sprint (7,5 km)                                                              | Anne Briand                                                                           | Uschi Disl                                                                   | Corinne Niogret                                                                       |
| 19. Februar 1995 (So.)                                                       | Staffel (4 × 7,5 km)                                                         | DeutschlandUschi Disl Antje Harvey Simone Greiner-Petter-Memm Petra Behle             | FrankreichCorinne Niogret Véronique Claudel Florence Baverel Anne Briand     | NorwegenAnn-Elen Skjelbreid Hildegunn Fossen Annette Sikveland Gunn Margit Andreassen |

| 5. Weltcup in Lahti, 9. März 1995 – 12. März 1995 | 5. Weltcup in Lahti, 9. März 1995 – 12. März 1995 | 5. Weltcup in Lahti, 9. März 1995 – 12. März 1995                         | 5. Weltcup in Lahti, 9. März 1995 – 12. März 1995                                  | 5. Weltcup in Lahti, 9. März 1995 – 12. März 1995                      |
| ------------------------------------------------- | ------------------------------------------------- | ------------------------------------------------------------------------- | ---------------------------------------------------------------------------------- | ---------------------------------------------------------------------- |
| Datum                                             | Disziplin                                         | Erster Platz                                                              | Zweiter Platz                                                                      | Dritter Platz                                                          |
| 9. März 1995 (Do.)                                | Einzel (15 km)                                    | Martina Jašicová                                                          | Andreja Grašič                                                                     | Corinne Niogret                                                        |
| 11. März 1995 (Sa.)                               | Sprint (7,5 km)                                   | Swjatlana Paramyhina                                                      | Galina Kuklewa                                                                     | Emmanuelle Claret                                                      |
| 12. März 1995 (So.)                               | Staffel (4 × 7,5 km)                              | DeutschlandUschi Disl Antje Harvey Simone Greiner-Petter-Memm Petra Behle | NorwegenAnn-Elen Skjelbreid Liv Grete Skjelbreid Hildegunn Fossen Elin Kristiansen | RusslandOlga Melnik Nadeschda Talanowa Irina Mileschina Galina Kuklewa |

| 6. Weltcup in Lillehammer, 16. März 1995 – 19. März 1995 | 6. Weltcup in Lillehammer, 16. März 1995 – 19. März 1995 | 6. Weltcup in Lillehammer, 16. März 1995 – 19. März 1995                 | 6. Weltcup in Lillehammer, 16. März 1995 – 19. März 1995                  | 6. Weltcup in Lillehammer, 16. März 1995 – 19. März 1995                            |
| -------------------------------------------------------- | -------------------------------------------------------- | ------------------------------------------------------------------------ | ------------------------------------------------------------------------- | ----------------------------------------------------------------------------------- |
| Datum                                                    | Disziplin                                                | Erster Platz                                                             | Zweiter Platz                                                             | Dritter Platz                                                                       |
| 16. März 1995 (Do.)                                      | Einzel (15 km)                                           | Swjatlana Paramyhina                                                     | Nadeschda Talanowa                                                        | Galina Kuklewa                                                                      |
| 18. März 1995 (Sa.)                                      | Sprint (7,5 km)                                          | Galina Kuklewa                                                           | Anne Briand                                                               | Emmanuelle Claret                                                                   |
| 19. März 1995 (So.)                                      | Staffel (4 × 7,5 km)                                     | FrankreichFlorence Baverel Emmanuelle Claret Anne Briand Corinne Niogret | DeutschlandUschi Disl Antje Harvey Simone Greiner-Petter-Memm Petra Behle | NorwegenAnn-Elen Skjelbreid Liv Grete Skjelbreid Annette Sikveland Elin Kristiansen |

### Weltcupstände
| Endstand nach 14 Rennen (Top 10) |                      |        |       |
| \| Rang \| Name \| Punkte \| Siege \| \| ---- \| -------------------- \| ------ \| ----- \| \| 01 \| Anne Briand \| 241 \| 3 \| \| 02 \| Swjatlana Paramyhina \| 233 \| 3 \| \| 03 \| Uschi Disl \| 220 \| 1 \| \| 04 \| Corinne Niogret \| 208 \| 1 \| \| 05 \| Magdalena Wallin \| 178 \| 1 \| \| 06 \| Nadeschda Talanowa \| 172 \| 0 \| \| 07 \| Florence Baverel \| 167 \| 0 \| \| 08 \| Andreja Grašič \| 167 \| 0 \| \| 09 \| Mari Lampinen \| 155 \| 0 \| \| 10 \| Petra Behle \| 153 \| 1 \| |                      |        |       |
| Rang | Name                 | Punkte | Siege |
| 01 | Anne Briand          | 241    | 3     |
| 02 | Swjatlana Paramyhina | 233    | 3     |
| 03 | Uschi Disl           | 220    | 1     |
| 04 | Corinne Niogret      | 208    | 1     |
| 05 | Magdalena Wallin     | 178    | 1     |
| 06 | Nadeschda Talanowa   | 172    | 0     |
| 07 | Florence Baverel     | 167    | 0     |
| 08 | Andreja Grašič       | 167    | 0     |
| 09 | Mari Lampinen        | 155    | 0     |
| 10 | Petra Behle          | 153    | 1     |

| Rang | Name                       | Punkte | Siege |
| ---- | -------------------------- | ------ | ----- |
| 01   | Swjatlana Paramyhina       | 128    | 2     |
| 02   | Uschi Disl                 | 114    | 1     |
| 03   | Anne Briand                | 111    | 1     |
| 04   | Corinne Niogret            | 103    | 1     |
| 05   | Florence Baverel           | 92     | 0     |
| 06   | Simone Greiner-Petter-Memm | 90     | 0     |
| 07   | Magdalena Wallin           | 86     | 0     |
| 08   | Nadeschda Talanowa         | 78     | 0     |
| 09   | Mari Lampinen              | 76     | 0     |
| 10   | Andreja Grašič             | 74     | 0     |

| Rang | Name                 | Punkte | Siege |
| ---- | -------------------- | ------ | ----- |
| 01   | Anne Briand          | 130    | 2     |
| 02   | Uschi Disl           | 106    | 0     |
| 03   | Swjatlana Paramyhina | 105    | 1     |
| 04   | Corinne Niogret      | 105    | 0     |
| 05   | Hildegunn Fossen     | 95     | 1     |
| 06   | Nadeschda Talanowa   | 94     | 0     |
| 07   | Emmanuelle Claret    | 93     | 0     |
| 08   | Andreja Grašič       | 93     | 0     |
| 09   | Magdalena Wallin     | 92     | 1     |
| 10   | Soňa Mihoková        | 86     | 0     |

| Rang | Land        | Punkte | Siege |
| ---- | ----------- | ------ | ----- |
| 01   | Deutschland | 116    | 3     |
| 02   | Frankreich  | 110    | 2     |
| 03   | Norwegen    | 106    | 1     |
| 04   | Russland    | 92     | 0     |
| 05   | Polen       | 82     | 0     |
| 06   | Slowakei    | 80     | 0     |
| 07   | Ukraine     | 77     | 0     |
| 08   | Belarus     | 76     | 0     |
| 09   | Bulgarien   | 72     | 0     |
| 10   | Tschechien  | 69     | 0     |

| Endstand nach 20 Rennen (Top 10) |             |        |       |
| \| Rang \| Land \| Punkte \| Siege \| \| ---- \| ----------- \| ------ \| ----- \| \| 01 \| Frankreich \| 3796 \| 6 \| \| 02 \| Deutschland \| 3692 \| 6 \| \| 03 \| Russland \| 3497 \| 1 \| \| 04 \| Norwegen \| 3488 \| 2 \| \| 05 \| Ukraine \| 3396 \| 0 \| \| 06 \| \| \| \| \| 07 \| \| \| \| \| 08 \| \| \| \| \| 09 \| \| \| \| \| 10 \| \| \| \| |             |        |       |
| Rang | Land        | Punkte | Siege |
| 01 | Frankreich  | 3796   | 6     |
| 02 | Deutschland | 3692   | 6     |
| 03 | Russland    | 3497   | 1     |
| 04 | Norwegen    | 3488   | 2     |
| 05 | Ukraine     | 3396   | 0     |
| 06 |             |        |       |
| 07 |             |        |       |
| 08 |             |        |       |
| 09 |             |        |       |
| 10 |             |        |       |

### Tabelle

#### Ergebnisse Athletinnen
| Pos. | Biathlet                 | Bad Gastein | Bad Gastein | Bad Gastein | Bad Gastein | Oberhof | Oberhof | Ruhpolding | Ruhpolding | Antholz | Antholz | Lahti | Lahti | Lillehammer | Lillehammer | Punkte |
| Pos. | Biathlet                 | Ez          | Sp          | Ez          | Sp          | Ez      | Sp      | Ez         | Sp         | Ez      | Sp      | Ez    | Sp    | Ez          | Sp          | Punkte |
| ---- | ------------------------ | ----------- | ----------- | ----------- | ----------- | ------- | ------- | ---------- | ---------- | ------- | ------- | ----- | ----- | ----------- | ----------- | ------ |
| 01   | Anne Briand              | 001         | 015         | 002         | 007         | 008     | 001     | 012        | 004        | 006     | 001     | 009   | 004   | 013         | 002         | 241    |
| 02   | Swjatlana Paramyhina     | 003         | 005         | 008         | 015         | 005     | 013     | 001        | 008        | 004     | 012     | 004   | 001   | 001         | 004         | 233    |
| 03   | Uschi Disl               | 009         | 004         | 006         | 003         | 001     | 009     | 005        | 009        | 002     | 002     | 010   | 009   | 011         | 010         | 220    |
| 04   | Corinne Niogret          | 007         | 006         | 015         | 004         | 012     | 004     | 014        | 042        | 001     | 003     | 003   | 013   | 010         | 009         | 208    |
| 05   | Magdalena Wallin         | 013         | 017         | 013         | –           | 022     | 012     | 007        | 001        | 007     | 019     | 013   | 007   | 004         | 006         | 178    |
| 06   | Nadeschda Talanowa       | 022         | 021         | 005         | 008         | 013     | 002     | 039        | 003        | –       | 016     | 012   | 010   | 002         | 029         | 172    |
| 07   | Florence Baverel         | 043         | 043         | 041         | 020         | 004     | 014     | 002        | 002        | 022     | 010     | 007   | 024   | 005         | 011         | 167    |
| 08   | Andreja Grašič           | 014         | 007         | 017         | 032         | 038     | 017     | 009        | 010        | 018     | 006     | 002   | 006   | 016         | 008         | 167    |
| 09   | Mari Lampinen            | 017         | 010         | 010         | 006         | 011     | 003     | 008        | 046        | 017     | 015     | 008   | 018   | –           | 030         | 155    |
| 10   | Petra Behle              | 018         | 008         | 001         | 005         | 019     | 011     | 021        | 011        | 016     | 023     | 011   | 020   | –           | 012         | 153    |
| 11   | Elin Kristiansen         | 011         | 002         | 037         | 019         | 021     | 007     | 004        | 006        | 035     | 047     | 015   | 026   | 006         | 018         | 153    |
| 12   | Emmanuelle Claret        | 021         | 011         | 019         | 017         | 029     | 022     | 013        | 037        | –       | 005     | 014   | 003   | 008         | 003         | 148    |
| 13   | Simone Greiner-Petter-M. | 002         | 018         | 022         | 001         | 002     | 024     | 006        | 018        | 012     | 027     | 022   | 021   | 036         | 022         | 145    |
| 14   | Soňa Mihoková            | 004         | 013         | 009         | 014         | 007     | 008     | 035        | 030        | 052     | 004     | –     | –     | 025         | 005         | 145    |
| 15   | Olena Petrowa            | 006         | 030         | 004         | 009         | 015     | 016     | 028        | 014        | 036     | 021     | 021   | 017   | 023         | 013         | 122    |
| 16   | Nathalie Santer          | 023         | 023         | 034         | 035         | 016     | –       | 003        | 016        | 034     | 007     | 020   | 005   | 007         | 023         | 118    |
| 17   | Hildegunn Fossen         | 032         | 001         | 024         | 024         | 024     | 010     | 022        | 005        | 025     | 013     | 018   | 011   | 032         | 024         | 114    |
| 18   | Galina Kuklewa           | –           | –           | –           | –           | 039     | 006     | 023        | 022        | –       | 034     | 028   | 002   | 003         | 001         | 107    |
| 19   | Tetjana Wodopjanowa      | 010         | 022         | 048         | 010         | 010     | 005     | 054        | 048        | –       | 026     | 035   | 016   | 009         | 019         | 107    |
| 20   | Martina Jašicová         | 026         | 047         | 042         | 052         | –       | –       | 010        | 013        | 010     | 011     | 001   | 022   | –           | 027         | 94     |
| 21   | Antje Harvey             | 012         | 020         | 020         | 002         | –       | 025     | 020        | 028        | 011     | 014     | 019   | 032   | 021         | 025         | 94     |
| 22   | Eva Háková               | 039         | 009         | 030         | 012         | 045     | 020     | 044        | 058        | 023     | 009     | 016   | 008   | 029         | 017         | 88     |
| 23   | Véronique Claudel        | 031         | 038         | 007         | 033         | 014     | 026     | 011        | 023        | 032     | –       | 005   | 015   | 027         | –           | 81     |
| 24   | Natallja Permjakawa      | 040         | 024         | 065         | 031         | 032     | 019     | 038        | 012        | 019     | 008     | 023   | 025   | 012         | 015         | 76     |
| 25   | Ekaterina Dafowska       | 005         | 032         | 052         | 013         | 048     | 033     | 036        | 040        | 003     | 031     | –     | –     | 020         | 016         | 74     |
| 26   | Walentyna Zerbe-Nessina  | 020         | 036         | 003         | 018         | 031     | 023     | 015        | 026        | 005     | 050     | –     | –     | –           | –           | 73     |
| 27   | Irina Mileschina         | 016         | 003         | 018         | 028         | 009     | 034     | 042        | 036        | 033     | –       | 038   | –     | –           | –           | 59     |
| 28   | Annette Sikveland        | 015         | 037         | 033         | 041         | 034     | 018     | 043        | 034        | –       | 018     | –     | –     | 014         | 014         | 51     |
| 29   | Liv Grete Skjelbreid     | –           | –           | –           | –           | –       | –       | –          | –          | –       | –       | 006   | 012   | 015         | 033         | 45     |
| 30   | Iwa Schkodrewa           | 041         | 025         | 012         | 023         | 003     | 054     | 037        | 029        | 031     | 043     | –     | –     | 038         | 031         | 42     |
| 31   | Anfissa Reszowa          | 029         | 014         | 027         | 011         | 030     | 038     | 019        | 084        | –       | 020     | –     | –     | –           | –           | 40     |
| 32   | Ann-Elen Skjelbreid      | –           | –           | –           | –           | –       | –       | –          | 019        | 013     | 028     | 032   | 030   | 026         | 007         | 39     |
| 33   | Nina Lemesch             | 019         | 057         | 014         | 046         | –       | 047     | 016        | 045        | 026     | 022     | –     | –     | –           | –           | 33     |
| 34   | Swetlana Petschorskaja   | –           | –           | 056         | 036         | 025     | 028     | 017        | 017        | 014     | –       | –     | –     | –           | –           | 31     |
| 35   | Delphyne Burlet          | 035         | 045         | 016         | 025         | 026     | 030     | 055        | 007        | –       | –       | –     | –     | –           | –           | 30     |
| 36   | Nadeschda Alexiewa       | 038         | 029         | 049         | 047         | 018     | 032     | 051        | 066        | 009     | 038     | –     | –     | 022         | 042         | 29     |
| 37   | Olga Melnik              | –           | –           | –           | –           | 006     | –       | 018        | –          | 061     | –       | 033   | 037   | –           | –           | 28     |
| 38   | Katja Holanti            | 036         | 044         | 011         | 048         | –       | –       | –          | –          | 038     | 036     | 027   | 014   | –           | –           | 27     |
| 39   | Irina Agolakowa          | 008         | 019         | 038         | 026         | –       | –       | –          | –          | –       | –       | –     | –     | –           | –           | 25     |
| 40   | Jelena Belowa            | 033         | 012         | –           | 016         | –       | –       | –          | –          | –       | –       | –     | –     | –           | –           | 24     |
| 41   | Stacey Wooley            | –           | –           | –           | –           | 043     | 021     | 053        | 015        | 019     | 039     | 029   | 028   | –           | 041         | 23     |
| 42   | Gunn Margit Andreassen   | –           | –           | –           | –           | –       | –       | 029        | 031        | 015     | –       | 017   | –     | –           | 036         | 20     |
| 43   | Åse Idland               | 055         | 016         | 021         | 029         | –       | –       | 062        | 021        | –       | –       | –     | –     | 042         | –           | 20     |
| 44   | Song Aiqin               | –           | –           | –           | –           | –       | –       | –          | –          | 008     | 042     | –     | –     | –           | –           | 18     |
| 45   | Nadija Bjelowa           | 037         | 026         | 032         | 030         | 017     | 042     | 027        | 027        | 045     | –       | 037   | 040   | 018         | –           | 17     |
| 46   | Brigitte Weisleitner     | 024         | 033         | 039         | 045         | 046     | 043     | 033        | 047        | 029     | 033     | 025   | 033   | 019         | 020         | 16     |
| 47   | Margarita Dulowa         | 047         | 050         | 036         | 054         | –       | –       | –          | –          | 021     | 017     | –     | –     | –           | –           | 14     |
| 48   | Eva Karin Westin         | –           | –           | –           | –           | 033     | 015     | 025        | 063        | 048     | 035     | –     | –     | –           | –           | 12     |
| 49   | Anna Stera               | 052         | 046         | 029         | 044         | –       | –       | 034        | 044        | 053     | 032     | 030   | 031   | 017         | 034         | 9      |
| 50   | Tuija Vuoksiala          | –           | –           | –           | –           | –       | –       | –          | –          | 044     | 030     | 031   | 019   | –           | –           | 7      |
| 51   | Kathi Schwaab            | –           | –           | –           | –           | 028     | 035     | 031        | 020        | –       | –       | –     | –     | –           | –           | 6      |
| 52   | Joan Miller Smith        | –           | –           | –           | –           | 020     | 057     | –          | –          | –       | –       | –     | –     | –           | –           | 6      |
| 53   | Ljudmila Arlouskaja      | 058         | 062         | 026         | 021         | 049     | 053     | 059        | 071        | 028     | 074     | –     | –     | –           | –           | 5      |
| 54   | Andrea Henkel            | –           | –           | –           | –           | –       | –       | –          | –          | –       | –       | –     | –     | 030         | 021         | 5      |
| 55   | Swetlana Panjutina       | –           | –           | –           | –           | 052     | 027     | 045        | 050        | 024     | 024     | –     | –     | –           | –           | 4      |
| 56   | Anna Murínová            | 027         | 034         | 045         | 022         | –       | –       | –          | 043        | 057     | 048     | 026   | 029   | 028         | 040         | 4      |
| 57   | Martina Zellner          | 046         | 027         | 023         | 043         | 035     | 046     | 046        | 032        | –       | –       | –     | –     | –           | –           | 3      |
| 58   | Beth Coats               | –           | –           | –           | –           | 023     | 059     | 032        | 041        | 039     | –       | –     | –     | –           | –           | 3      |
| 59   | Sanna-Leena Perunka      | –           | –           | –           | –           | –       | –       | –          | –          | –       | –       | –     | 023   | –           | –           | 3      |
| 60   | Krista Lepik             | –           | –           | –           | –           | 050     | 039     | 041        | 024        | 075     | 068     | –     | –     | –           | –           | 2      |
| 61   | Annukka Mallat           | –           | –           | –           | –           | –       | –       | –          | –          | –       | –       | 024   | 027   | –           | –           | 2      |
| 62   | Kristina Sabasteanski    | –           | –           | –           | –           | 041     | 055     | 057        | 049        | 070     | 044     | 036   | 047   | 024         | 032         | 2      |
| 63   | Irena Česneková          | 030         | 042         | 044         | –           | 036     | 049     | 025        | –          | 042     | 025     | –     | –     | –           | –           | 2      |
| 64   | Petra Nosková            | 063         | 053         | 050         | 061         | 044     | 036     | 024        | 072        | 027     | 037     | –     | –     | –           | –           | 2      |
| 65   | Petra Trocker            | 050         | 039         | 025         | 039         | 042     | –       | –          | –          | –       | –       | –     | –     | –           | –           | 1      |
| 66   | Jelena Dumnowa           | 025         | 040         | 047         | –           | –       | –       | –          | –          | –       | –       | –     | –     | –           | –           | 1      |
| 67   | Ieva Cederštrēma         | 042         | 035         | 051         | 034         | 054     | 041     | 048        | 025        | 030     | 049     | –     | –     | –           | –           | 1      |